# Kodzsima Hideo
Kodzsima Hideo (japánul: 小島 秀夫) (Tokió, 1963. augusztus 24. –) japán videójáték-rendező, forgatókönyvíró, producer és videójáték-tervező. A Kojima Productions igazgatója, valamint 2011 óta a Konami Digital Entertainment Japan vezérigazgatója.
Számos sikeres videójáték rendezője, írója és alkotója, mint például a Metal Gear  játéksorozat, a Snatcher és Policenauts kalandjátékok, illetve producerként közreműködött a népszerű Zone of Enders és Boktai sorozatokban. A rajongók és a szakemberek szerint, a világ egyik leginnovatívabb videójáték-rendezője és írója, kinek befolyása az iparra tagadhatatlan.

## Élete

### Korai évek
Japánban, Tokióban született 1963-ban, majd háromévesen Nyugat-Japánba költözött. Kodzsima állítása szerint, sokszor került kapcsolatba a halállal. Keresztény családba született, de később azt nyilatkozta, hogy nem vallásos.
Kis korában a családdal Siraszakiba költöztek, majd nem sokkal utána Kansai régió Hjógo prefektúra Kavanisi városába. Kodzsima kis korától kezdve „kulcsos gyerek” volt, gyakran saját magáról kellett gondoskodnia miután hazaért. Ez az élmény a mai napig hatással van rá: „Minden alkalommal amikor hotelben tartózkodom, ahogy belépek a szobába, első dolgom, hogy bekapcsolom a televíziót, hogy boldoguljak a magánnyal”.
Eredetileg grafikus vagy illusztrátor szeretett volna lenni, ám a japán társadalom szociális normái, mi szerint jobb biztonságban lenni egy jól fizető állásban, illetve művész nagybácsija, aki állandó anyagi nehézségekkel küzdött, gyakran elbátortalanították.
Később rövid novellákat írt és küldött különböző japán magazinoknak, de írásai soha nem jelentek meg. Történetei gyakran 400 oldal hosszúak voltak, míg a magazinok 100 oldalas írásokat vártak. Végül, inkább a filmek felé fordult egy barátjával, akinek egy 8mm.es kamerája volt.

### Karrier
Egy, a G4 televízió sorozatában, az Icons-ban Kodzsima sokat elárul karrierjének korai szakaszairól és a hatásokról, melyek a játéktervezés irányába terelték. Kiskorában, állandóan filmet nézett a szüleivel, majd később, mikor közgazdaságtant tanult az egyetemen, azon kapta magát, hogy egyre több időt tölt videójátékokkal főleg Famicom-on. Az egyetem negyedik évében meglepte kollégáit azzal, hogy bejelentette: csatlakozna a videójáték iparba, annak ellenére, hogy eredetileg filmes ambíciói voltak. Úgy érezte, sokkal kielégítőbb lenne ez a pálya számára. Ő úgy emlékezett vissza, hogy a legnagyobb hatással döntésére Mijamoto Sigeru Super Mario Bros. című játéka és Horí Judzsi The Portopia Serial Murder Case című játéka voltak.

### Az 1980-as évek
Kodzsima első csatlakozási kísérleteit a videójáték-iparhoz nem övezte siker. Játékötleteit sorra elutasították, de nem adta fel, és végül elfogadásra kerültek. A Konami videójáték kiadó MSX otthoni számítógép divíziójához került 1986-ban, mint tervező. Eleinte csalódott volt ezzel a megbízatással, és inkább a Nintendo Entertainment System-en és árkád játékokon szeretett volna dolgozni, mert úgy érezte a rendszer színpalettája túl korlátozott. A Konaminál töltött első éveiben Kodzsima ötleteit gyakran elutasították, valamint állandóan letorkolták programozói hiányosságai miatt elkövetett hibáiért. Egy időben el akarta hagyni a céget, de végül kitartott.
Az első játék, amin mint rendező asszisztens dolgozott, a Penguin Adventure volt, az Anarctic Adventure folytatása. Az elődhöz képest rengeteg új elemet tartalmazott a játék, mint a pályák nagyobb variációja, RPG elemek, fejleszthető felszerelés, többféle befejezés, továbbá a játékmenet is számos akció-elemmel bővült, mely pergősebbé tette a játékmenetet. Első játéka a Lost Warld volt, ám fejlesztését a felettesei végül leállíttatták.
Kodzsimára megbízták hogy vegye át egy kollégájától a Metal Gear projektet. A játék harcrendszerének fejlesztését a hardware képességei gátolták, így a The Great Escape című játék hatására, a játékmenetet inkább egy rab szökésére fókuszálta. Japánban és Európa néhány részén 1987-ben jelent meg, MSX2 platformra. Ez a játék volt az egyik első példa a lopakodós játékokra, ahol a játékmenet a nyílt harc helyett a lopakodást részesítette előnyben. A játék Nintendo-ra is elkészült, ám Kodzsimát kihagyták a fejlesztésből, aki nyíltan kritizált néhány változtatást az eredetihez képest.
Következő játéka a Snatcher volt, melyet NEC PC-8801-re, és MSX2-re jelent meg Japánban, 1988-ban. A játék, melyet olyan sci-fi filmek inspirálták, mint a Szárnyas fejvadász, a Terminator, vagy a Bubblegum Crysis, egy posztapokaliptikus világban játszódik. Főszereplője egy amnéziás nyomozó, aki olyan cyborg-okkal száll szembe, akik megölt áldozatuk személyiségét képesek felvenni és elfoglalni helyüket a társadalomban. Időbeli korlátozások miatt – bár az egész történet elkészült – az utolsó fejezetet kénytelenek voltak kihagyni a játékból. A játék nagy tekintélyt szerzett magának, addig páratlan történetmesélésével, átvezető jeleneteivel, a felnőtt tartalom megjelenésével, dicsérték remek grafikája, zenéje, regényhez méltó története, filmhez, vagy rádióhoz illő szinkronja, posztapokaliptikus világa, „light gun shooter” elemei és opcionálisan elolvasható játékon belüli számítógépes adatbázisa miatt, mely életet lehelt világába. A Snatcher SEGA CD verziója sokáig az egyetlen vizuális regény típusú játék volt Amerikában, ám többek között a „Teen” besorolás miatt, csak néhány ezer darabot sikerült belőle eladni, Jeremy Blaustein szerint, aki a Snatcher lokalizációs csapatának volt tagja.

### Az 1990-es évek
1990-ben Kodzsima két MSX2 játék készítésében volt érintett: a Snatcher egyik ún. spinoff-jában, az SD Snatcher-ben, és a Metal Gear folytatásában, a Metal Gear 2: Solid Snake-ben, mely tovább fejlesztette a lopakodós játékok műfaját. A játékosnak már arra is volt lehetősége, hogy guggoljon vagy bekússzon szellőzőjáratokba, és egyéb búvóhelyekre, elterelje az őrök figyelmét, vagy a radart használva előre tervezzen. Az ellenségek fejlettebb mesterséges intelligenciát használtak, 45 fokos szögben láttak, képesek voltak érzékelni a különböző zajokat, képernyőről képernyőre haladni, valamint a háromszintes riadó-rendszer is megjelent. A játéknak szebb grafikája volt, és összetett története, melybe olyan témák kaptak helyet, mint a háború természete, vagy a nukleáris leszerelés.
Az SD Snatcher egy szerepjáték volt, mely az eredeti játék történetét dolgozza fel, de az eredetileg tervezett befejezéssel. A karaktereket ún. „super deformed” stílusban rajzolták, hogy ellensúlyozzák ezzel az első rész realisztikus ábrázolásmódját. Az előző részhez hasonlóan, ez is csak Japánban jelent meg. Már nem voltak benne véletlenszerű csaták, és bevezette a „first-person”, azaz első személyű körökre osztott harcrendszert, ahol a játékos az ellenfél különböző testrészeire célozhatott lőfegyverekkel, korlátozott mennyiségű lőszert használva. Ilyen harcrendszert meglehetősen kevés játék használt azóta is, bár a testrészek becélzását később olyan játékok használták, mint a Square Vagrant Story-ja, a Bethesda Fallout 3-ja, vagy a Nippon Ichi Last Rebellion-ja.
A Metal Gear sikerein felbuzdulva, a Konami úgy döntött folytatást készít a játéknak Kodzsima nélkül, a címe Snake’s Revenge volt. Kodzsima hazafelé, egy vonaton találkozott a játékot fejlesztő csapat egyik tagjával, aki azt kérdezte tőle nem csinálna egy „igazi” folytatást a játéknak. Ennek eredményeképp, Kodzsima belefogott a tervezésbe, melynek a Metal Gear 2: Solid Snake címet adta. Csak Japánban jelent meg MSX2 rendszerre, és ez volt az utolsó játék, amiben producerként dolgozott ezen a platformon. Észak-Amerikában és Európában csak a Metal Gear Solid 3: Subsistence résszel együtt jelent meg.
Minden Metal Gear 2 utáni projektjei disc alapú médiára készültek, lehetőséget teremtve ezzel a játékok szinkronizálására. 1992-ben, elkészítette a Snatcher-t TurboGrafx-16-ra, majd 1994-re Sega CD-n is megjelent Észak-Amerikában és Európában. Kodzsima nem vett részt közvetlenül sem a Sega CD verzióban, sem az 1996-os Japán, PlayStation és Saturn átiratokban.
1994-ben megjelentette NEC PC-9821-re a Policenauts című játékot, mely egy űrkolónián játszódik, film noir/sci-fi stílusban. Kodzsima felügyelte a többi – 1995-ös 3DO, 1996-os PlayStation – kiadásokat is, melyek olyan átvezető jeleneteket is tartalmaztak, melyek nem voltak az eredetiben. Az 1996-os angol verzió bejelentése ellenére, mivel nem tudták az átvezetőket megfelelően szinkronban hozni az angol szöveggel, leállították a gyártást. 2009. augusztus 24-én, japán idő szerint éjfélkor, azaz Kodzsima 46. születésnapján megjelent egy nem hivatalos angol fordítás a játékhoz. 1997-től 1999-ig a Tokimeki Memorial Drama Series-en dolgozott, egy visual novel kalandjáték sorozaton.
A Metal Gear Solid (MGS) 1998-as megjelenésével nemzetközi hírességgé vált a videójáték-médiában. Az MGS volt az első az első a szériában, mely három dimenziós grafikával és szinkronnal rendelkezett, sokkal filmszerűbb élményt nyújtva ezáltal, mint az eddigi részek. Nagy elismertségének oka volt továbbá remek története, mely olyan témákat boncolgat, mint a nukleáris fegyverek terjedése, és a géntechnológia, a karakterei és játékmenete kidolgozottsága miatt.

### A 2000-es évek

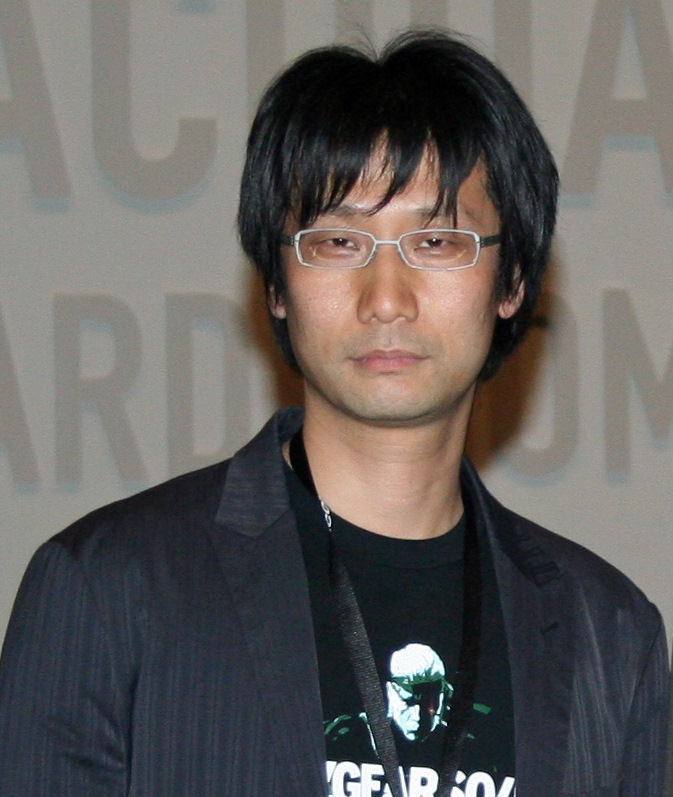
Kodzsima Hideo

2001 első felében bejelentette a MGS folytatását, a Metal Gear Solid 2: Sons of Liberty-t, mely már PlayStation 2-re készült. Kidolgozott grafikája, fizikája és kibővített játékmente miatt azonnal a legvártabb játékká vált. A játék óriási sikert aratott, a kritikusak is nagyszerűen fogadták, a fent említettek nagyszerűsége, és a remek történet miatt, amely számos olyan filozófia kérdéssel foglalkozott mint a cenzúra, a manipuláció, az apagyilkosság, a demokráciában rejlő hibák, vagy olyan grandiózus témával mint a valóság természete. Bár a játék utolsó pár órájában a dialógusok szédítő kavalkádja, valamint a cselekmény végkifejlete azokban a játékosokban, akik az előző részhez hasonló hollywoodi befejezésre számítottak, keserű szájízt hagyott maga után.
Az MGS2 megjelenése után, Kodzsima a Zone of Enders franchise anime és játék részeivel foglalatoskodott, közepes sikerrel. 2003-ban Gameboy Advance-re megjelent a Boktai: The Sun is in Your Hand. Ebben, a játékosok egy olyan fiatal vámpírvadász bőrébe bújhatnak, kinek napsugárral működtetett fegyverét egy, a játék kazettáján elhelyezett fotometriás szenzor töltötte, rákényszerítve ezzel a játékost, hogy csak nappal játszhasson. Egy másik csapat a Konami-n belül, a Silicon Knights-al együttműködve, megkezdte munkálatait a Metal Gear Solid: The Twin Sneaks-en, a Metal Gear Solid Gamecube-os újrakiadásán, mely játékmenete a MGS második részével megegyezet, és Kitamura Rjuhei akció/horrorfilmrendező készített hozzá átvezető jeleneteket. 2004-ben jelent meg.
Ezután, Kodzsima megtervezte, és megjelentette a Metal Gear Solid 3: Snake Eater-t, PlayStation 2-re. Az előző részekkel ellentétben, ez a rész már nem a közeli jövőben és zárt tereken játszódott, hanem 1964-ben, az orosz erdőségekben, és fő eleme az álcázás volt. Amerikában 2004. november 17-én, Japánban december 16-án, Európában pedig 2005. március 4-én. A játék remek kritikákat kapott.
Ebben az időben Kodzsima a 2004-ben Gameboy Advance-re megjelent Boktai 2: Solar Boy Django-n dolgozott. Ez már jobban kihasználta a napfény szenzort, és a játékosoknak lehetőségük volt újabb nap-fegyvereket kreálniuk.
Megjelent továbbá PlayStation Portable-re a Metal Gear Acid, mely egy stratégiai játék, ezért kevésbé akció orientált, mint a széria többi része. 2004. december 16-án jelent meg Japánban, folytatása a Metal Gear Acid 2, pedig 2006. március 21-én.
Kodzsima szerette volna, ha Snake megjelenik a Super Smash Bros. Melee-ben, ám fejlesztési problémák miatt ez nem sikerült. Amikor a Super Smash Bors. Brawl fejlesztése tartott, a sorozat producere, Szakurai Maszahiro felkereste Kodzsimát, hogy Snake-et is a szereplők listájába tegyék, valamint Snake pályáján is ő dolgozott.
A 2008-ban megjelent Metal Gear Solid 4: Guns of the Patriots-ban, Murata Sujo-val, mint társ-producer vett részt. Bár először nem akart részt venni benne, ám halálos fenyegetések miatt a csapat ideges lett, és úgy döntött, hogy velük dolgozik.
Kodzsima a 2008-as, Német MTV Game Awards-on életműdíjat kapott. Beszédében azt mondta: „Azt kell mondanom, hogy annak ellenére hogy megkaptam ezt a díjat, nem vonulok vissza. Folytatom a játékkészítést, amíg csak élek”.
A 2009-es E3 előtt kijelentette, hogy szándékában áll nyugati kiadóval dolgozni, melynek eredménye a MercurySteam-el, a Castlevania: Lords of Shadows-on való közös munka lett.
Annak ellenére, hogy bejelentette az MGS4 lesz az utolsó Metal Gear játék amiben részt vesz, a 2009-es E3-on azt nyilatkozta hogy részt vesz a széria két új részében, a Metal Gear Rising: Revengeance-ban mint producer, és a Metal Gear: Peace Walker-ben mint író, rendező és producer. A 2009-es Gamescom-on adott interjújában azt mondta, a Peace Walker-be kicsit jobban belebonyolódott, mert „sok zavar volt a csapaton belül, és nem haladt úgy ahogy szerettem volna. Ezért úgy gondoltam hogy be kell vetnem magam és megcsinálni a Peace Walkert”.

### A 2010-es évek
A 2010-es E3-on részt vett Kodzsima, hogy bemutassa a Metal Gear Rising: Revengeance-ot, ám egy CVG-s cikk azt állította, hogy egy nagy PlayStation 3 exkluzív címet készül bejelenteni a Tokyo Game Show-n, bár semmilyen bejelentés nem történt. Egy Nintendo 3DS-es video interjúban is feltűnt, ahol arról beszélt hogy szeretne egy MGS játékot erre a konzolra is, 3D-ben. Ez végül a harmadik rész újrakiadása lett, a Metal Gear Solid: Snake Eater 3D. 2011 végén A Metal Gear: Rising, a Platinum Games-el való együttműködés következtében új címet kapott: Metal Gear Rising: Revengeance. Kodzsima továbbra is mint vezető producer, szívesen dolgozott a játék demóján. A befejezett játékkal elégedett volt, és nem zárta ki egy folytatás lehetőségét, ha a Platinum Games fejleszti.
2011. április 1-én kinevezték a Konami Digital Entertainment vezérigazgatójává, mely lépéssel ő is egyetértett.
Ezután nem sokkal azt nyilatkozta, hogy egy új szellemi tulajdonon dolgoznak Suda-51-el, melynek a Project S fedőnevet adták. 2011. július 8-án bejelentette hogy a Project S egy rádióműsor volt, mely a Snatcher-nek a folytatása. Címe Sdnatcher lett, mely egy utalás a producerre, Suda-51-re. A műsor a 300-as epizóddal indult Kodzsima kétheti rádióműsorában, 2011 augusztusában.
Egy Electronic Entertainment Expo-as exkluzív interjúban Kodzsima felfedte új technológiáját, mely a „Transfarring” nevet viseli, ami az angol transferring (átvitel) és sharing (megosztás) igék vegyülékszava. Ez lehetővé teszi, hogy a játékosok átmentsék az adatokat PS3-ról PSP-re, és ezzel őt közben tudják folytatni a játékot.
A 2013-as Game Developers Conference-n Kodzsima bejelentette a Metal Gear Solid 5: The Phantom Pain-t, amely állítása szerint az utolsó Metal Gear-je, és az eddigi hasonló bejelentéséhez képest most igazán komolynak látszott.

## Munkái

### Metal Gearsorozat
| Év   | Játék                                                        | Részt vett, mint... | Részt vett, mint... | Részt vett, mint... | Részt vett, mint... | Platformok                                                            |
| Év   | Játék                                                        | Rendező             | Producer            | Író                 | Játék tervező       | Platformok                                                            |
| ---- | ------------------------------------------------------------ | ------------------- | ------------------- | ------------------- | ------------------- | --------------------------------------------------------------------- |
| 1987 | Metal Gear                                                   | Igen                |                     | Igen                | Igen                | 1987: MSX2, 2004: MP, 2005: PS2, 2006: i-revo, 2011: PS3, 360, PSVita |
| 1990 | Metal Gear 2: Solid Snake                                    | Igen                |                     | Igen                |                     | 1990: MSX2, 2004: MP, 2005: PS2, 2011: PS3, 360, PSVita               |
| 1998 | Metal Gear Solid                                             | Igen                | Igen                | Igen                | Igen                | 1998: PS                                                              |
| 1999 | Metal Gear Solid: Integral                                   | Igen                | Igen                | Igen                | Igen                | 1999: PS, 2000: Microsoft Windows                                     |
| 2000 | Metal Gear: Ghost Babel                                      |                     | Igen                |                     |                     | 2000: GBC                                                             |
| 2001 | Metal Gear Solid 2: Sons of Liberty                          | Igen                | Igen                | Igen                | Igen                | 2001: PS2, 2011: PS3, 360                                             |
| 2002 | The Document of Metal Gear Solid 2                           | Igen                | Igen                |                     |                     | 2002: PS2                                                             |
| 2002 | Metal Gear Solid 2: Substance                                | Igen                | Igen                | Igen                |                     | 2002: Xbox, 2003: PS2, Microsoft Windows                              |
| 2004 | Metal Gear Solid: The Twin Snakes                            |                     | Igen                | Igen                |                     | 2004: GCN                                                             |
| 2004 | Metal Gear Solid 3: Snake Eater                              | Igen                | Igen                | Igen                | Igen                | 2004: PS2, 2011: PS3, 360                                             |
| 2004 | Metal Gear Acid                                              |                     | Igen                |                     |                     | 2004: PSP                                                             |
| 2005 | Metal Gear Acid 2                                            |                     | Igen                |                     |                     | 2005: PSP                                                             |
| 2005 | Metal Gear Solid 3: Subsistence                              | Igen                | Igen                | Igen                | Igen                | 2005: PS2                                                             |
| 2006 | Metal Gear Solid: Digital Graphic Novel                      | Igen                | Igen                |                     |                     | 2006: PSP                                                             |
| 2006 | Metal Gear Solid: Portable Ops                               |                     | Igen                | Igen                |                     | 2006: PSP                                                             |
| 2007 | Metal Gear Solid: Portable Ops Plus                          |                     | Igen                | Igen                |                     | 2007: PSP                                                             |
| 2007 | Metal Gear Solid 2: Bande Desinee                            | Igen                | Igen                |                     |                     | 2007: DVD                                                             |
| 2008 | Metal Gear Solid Mobile                                      |                     | Igen                |                     |                     | 2008: MP                                                              |
| 2008 | Metal Gear Acid Mobile                                       |                     | Igen                |                     |                     | 2008: MP                                                              |
| 2008 | Metal Gear Solid 4: Guns of the Patriots / Metal Gear Online | Igen                | Igen                | Igen                | Igen                | 2008: PS3                                                             |
| 2008 | Metal Gear Online: Gene Expansion                            |                     | Igen                |                     |                     | 2008: PS3                                                             |
| 2008 | Metal Gear Online: Meme Expansion                            |                     | Igen                |                     |                     | 2008: PS3                                                             |
| 2009 | Metal Gear Online: Scene Expansion                           |                     | Igen                |                     |                     | 2009: PS3                                                             |
| 2009 | Metal Gear Solid Touch                                       |                     | Igen                |                     |                     | 2009: iOS                                                             |
| 2010 | Metal Gear Arcade                                            |                     | Igen                |                     |                     | 2010: Arcade                                                          |
| 2010 | Metal Gear Solid: Peace Walker                               | Igen                | Igen                | Igen                | Igen                | 2010: PSP, PSP Go, 2011: PS3, 360                                     |
| 2011 | Metal Gear Solid HD Collection                               | Igen                | Igen                | Igen                |                     | 2011: PS3, 360, PSVita                                                |
| 2012 | Metal Gear Solid: Snake Eater 3D                             | Igen                | Igen                | Igen                |                     | 2012: 3DS                                                             |
| 2013 | Metal Gear Rising: Revengeance                               |                     | Igen                |                     |                     | 2013: PS3, 360                                                        |
| 2015 | Metal Gear Solid V: The Phantom Pain                         | Igen                | Igen                | Igen                | Igen                | TBA: PS4, PS3, XBOne, 360                                             |

### Silent Hillsorozat
| Év  | Játék         | Részt vett, mint... | Részt vett, mint... | Részt vett, mint... | Részt vett, mint... | Platform |
| Év  | Játék         | Rendező             | Producer            | Forgatókönyvíró     | Játék tervező       | Platform |
| --- | ------------- | ------------------- | ------------------- | ------------------- | ------------------- | -------- |
| TBA | Silent Hill 9 |                     | Igen                |                     |                     | TBA      |

### Snatcher/Policenautsjátékok
- Snatcher (1988: PC88, MSX2) – író, rendező
- SD Snatcher (1990: MSX2) – eredeti író
- Snatcher CD-ROMantic (1992: PC-Engine) – író, rendező
- Policenauts (1994: PC98, 1995: 3DO, 1996: PlayStation, 1996: Saturn) – író, rendező
- Sdatcher (2011: radio drama) – tervező, producer

### Tokimeki Memorialsorozat
- Tokimeki Memorial Drama Sorozat Vol. 1: Nijiiro no Seishun (1997: PlayStation, Sega Saturn) – tervező, producer, rendező
- Tokimeki Memorial Drama Sorozat Vol. 2: Irodori no Love Song (1998: PlayStation, Sega Saturn) – tervező, producer
- Tokimeki Memorial Drama Sorozat Vol. 3: Tabidachi no Uta (1999: PlayStation, Sega Saturn) – rendező

### Zone of the Enderssorozat
- Zone of the Enders (2001: PlayStation 2) – producer
- Zone of the Enders: The 2nd Runner (2003: PlayStation 2, 2003: Különleges kiadás PlayStation 2-re) – producer
- Zone of the Enders HD Collection (2012: PlayStation 3, Xbox 360, PlayStation Vita) – producer

### Boktaisorozat
- Boktai: The Sun Is in Your Hand (2003: Game Boy Advance) – játéktervező, producer
- Boktai 2: Solar Boy Django (2004: Game Boy Advance) – producer
- Shin Bokura no Taiyō: Gyakushū no Sabata (2005: Game Boy Advance) – producer
- Lunar Knights (2006: Nintendo DS) – producer

### Castlevaniasorozat
- Castlevania: Lords of Shadow (2010: Xbox 360, PlayStation 3) – producer

### Egyéb játékok
- Penguin Adventure (1986: MSX) – társrendező
- Lost World (1986: MSX, canceled) – író, rendező
- D2 (1999: Dreamcast)
- Stock Trading Trainer : Kabutore (2006: Nintendo DS) – producer
- Kabushiki Baibai Trainer Kabutore! Next (2007: Nintendo DS) – producer
- Super Smash Bros. Brawl (2008: Wii) – a Shadow Moses Island pálya tervezője
- Twelve Tender Killers (2008: mobile phones) – producer
- Gaitame Baibai Trainer: Kabutore FX (2009: Nintendo DS)
- Még nincs cím (TBA: TBA) – producer[44]
- Death Stranding (2019: PS4, 2020: PC) – rendező

### Alakításai
- Policenauts (1994) – AP Officer No. 2
- Eurasia Express Satsujin Jiken (1998) – Traveler
- Metal Gear Solid: VR Missions (1999) – Genola
- Internet Pilot Drama Idea Spy 2.5 Daisakusen (2007) – Idea Spy 2.5
- Castlevania: Lords of Shadow (2010) – The Chupacabra (Japán verzió). An angol verzióban: Jason Sampson.
- Sdatcher (2011) – Little John

## Hatások és mentalitás
Kodzsima úgy emlékszik vissza, hogy Mijamoto Sigeru platform játéka, a Super Mario Bros. (1985) és Horii Judzsi kalandjátéka, a Portopia Serial Murder Case (1983) voltak azok, mely hatására a videójáték iparhoz csatlakozott. A Portopia Serial Murder Case egy nyomozós kalandjáték, mely Kodzsima szerint azért volt fontos hatás, mert: „volt benne rejtély, 3D labirintus, humor, megfelelő háttér és magyarázat ahhoz, hogy a tettes miért követte el a gyilkosságokat. Ezért volt dráma a játékban. Találkozásom ezzel a játékkal kibővítette bennem a videójátékok potenciálját”. A Portopia hatással volt korai alkotásaira, mint a Metal Gear, de főleg a Snatcher.
Kodzsima film iránti szeretete tetten érhető játékaiban, ahol hódolatát fejezi ki történetei és karakterein keresztül, vagy a Snatcher esetében a pastiche használatával. A Snatcher-re sok 80-as évekbeli sci-fi film is hatással volt, mint a Szárnyas fejvadász, az Akira, A dolog, az Invasion of the Body Snatchers, vagy a Terminator. A filmes hatás jól látszik például Solid Snake kódnevében, mely az Escape from New York-ból Snake Plissken nevéből lett, vagy Snake álneve az MGS2-ben Pliskin, az említett szereplő Vezetéknevéből, Snake igazi neve Dave, a 2001: Űrodüsszeia című filmből, valamint Snake fejkötője a Szarvasvadászból). 
A filmeknek a játék más aspektusaira is hatással voltak: Hal „Otacon” Emmerich, ki nevét a 2001: Űrodüsszeia filmből HAL, és a rendező Roland Emmerich után kapta, a jelenet melyben Sniper Wolf lelövi Maryl-t a Metal Gear Solid-ban, az Acéllövedékből, Psycho Mantis karakterét a The Fury című film inspirálta, valamint az egész Metal Gear lopakodás koncepcióját A nagy szökés és Navarone ágyúi című filmek ihlették). A Metal Gear Solid 3 bevezetője pedig a James Bond sémára épül.
A japán anime-k is nagy hatással voltak rá. Korai műveiben, főleg a cyberpunk kalandjátékban a Snatcher-ben (mely anime stílusban készült), észrevehető az Akira című anime hatása. Egy nem régi interjúban megemlítette, hogy a Zone of Enders sorozatot is egy mecha/robot stílusú anime ihlette, a Neon Genesis Evangelion. A mecha anime továbbá hatással volt a Metal Gear sorozat elemeire is, mint a Metal Gear REX, vagy a Mental Gear RAY, és ezen hatást a játékban meg is említi Otacon, aki azt mondja a REX kinézetét elsősorban a mecha animék inspirálták. 
A történettel kapcsolatban azt nyilatkozta:
A történetmesélés nagyon nehéz dolog. De ha adunk hozzá egy kis ízt, az segíti a történet közvetítését, ami jelenthet egy átvezető jelenetet, mely néhány kameraállással és effektussal a nézőket bánatossá vagy vidámmá teheti. Ez egy könnyebb megközelítés, amit mi is használtunk. Másrészről, ha két történetszálat csinálunk, s ezzel megengedjük a játékosnak, hogy válasszon, talán elveszíti azt a mély érzelmet, ami egy lineáris történet sorsszerű végkifejlete során érezhet. De ha interaktív játékmenetet kreálunk, ahol választhat a játékos, hogy milyen irányba halad tovább, a végkifejlet során vajon nagyobb hatással lesz e rá? Ezen gondolkozom, és ha működik, akkor azt hiszem egy új interaktívabb történetmesélést tudok bemutatni.
Solid Snake szinkronszínészére. David Hayter forgatókönyvíróra nagy hatással volt a Metal Gear sorozat. Úgy nyilatkozott: „Kodzsimának és nekem különböző stílusunk van, de rengeteg dolgot tanultam tőle a kétértelműségről, vagy arról hogyan lehet történetet mesélni anélkül, hogy magyarázatot adnánk mindenre”.
Egy, a Metal Gear Solid Offical Mission Handbook-hoz adott 1998-as interjújában megnevezte számára minden idők legkedveltebb rendezőit: Luc Besson, Jean Cocteau, Krzysztof Kieślowski, Tony Scott, David Lynch, Danny Boyle, James Cameron, John Carpenter, Jan Kounen, Dario Argento, George A. Romero, Ridley Scott, Sam Raimi, Peter Jackson, Quentin Tarantino, John Woo, Robert Rodríguez, Kuroszava Akira, Szuo Maszajuki és Iida Dzsodzsi.

## Díjak és elismerések
A Newsweek Kodzsima Hideo-t besorolt 2002 felső tíz embere közé. 2008-ban a Next-Gen hetediknek rakták be a „Hot 100 Developers 2008” listájukba. 
2009-ben az IGN minden idők 6. legjobb játékkészítőjének nevezte meg. A 2008-as MTV Game Awards-on Hideo megkapta a díjátadó első életműdíját, illetve a 2009-es Game Developers Conference-en szintén életműdíjat kapott.

## Fordítás
- Ez a szócikk részben vagy egészben a Hideo Kojima című angol Wikipédia-szócikk ezen változatának fordításán alapul.  Az eredeti cikk szerkesztőit annak laptörténete sorolja fel. Ez a jelzés csupán a megfogalmazás eredetét és a szerzői jogokat jelzi, nem szolgál a cikkben szereplő információk forrásmegjelöléseként.